# 예물 (고구려)
예물(豫物, ?~248년)은 고구려의 왕족이다.

## 생애
고구려의 11대 왕인 동천왕(東川王)의 아들이자 제12대 중천왕(中川王)의 동생이다. 248년 가을에 동천왕이 죽고 태자인 중천왕이 즉위하자 11월에 형제인 사구(奢句)와 함께 반란을 꾀하다가 형벌을 받고 죽었다.